# Куньятаи
Куньятаи (порт. Cunhataí) — муниципалитет в Бразилии, входит в штат Санта-Катарина. Составная часть мезорегиона Запад штата Санта-Катарина. Входит в экономико-статистический микрорегион Шапеко. Население составляет 1704 человека на 2006 год. Занимает площадь 54,511 км². Плотность населения — 31,3 чел./км².

## История
Город основан 29 сентября 1995 года.

## Статистика
- Валовой внутренний продукт на 2003 составляет 19.846.599,00 реалов (данные: Бразильский институт географии и статистики).
- Валовой внутренний продукт на душу населения на 2003 составляет 11.289,31 реалов (данные: Бразильский институт географии и статистики).
- Индекс развития человеческого потенциала на 2000 составляет 0,831 (данные: Программа развития ООН).